# Rainer Hoss
Rainer Hoss o Rainer Hoß (Stuttgart, 25 de mayo de 1965) es nieto de Rudolf Hoss Hoss se ha descrito como predicador de tolerancia.

## Familia
Él es el hijo de Hans-Juergen Hoss, nacido en 1937. Nunca conoció a su abuelo Rudolf, quien fue ejecutado en Auschwitz en 1947, dieciocho años antes de que él naciera. Cuando tenía 15 años, se enteró de la historia de su abuelo en la escuela. Su madre se divorció de su padre en 1983. Se convirtió en padre a los 17 años y tuvo cuatro hijos. El afirma:
Antes de ser ahorcado, mi abuelo le escribió a mi abuela, que debería cambiar su nombre. Tanto mi abuela como mi padre negaban completamente sus crímenes, por lo que se negaron rotundamente a cambiar sus nombres. "Hoss seguirá siendo Hoss", diría mi abuela. Decidí que si conservaba el nombre, esto me permitiría hacer mi parte en arrepentirme a nombre de mi abuelo. No es tan simple, por supuesto, siempre debes tener cuidado con todo lo que dices, porque la gente te está juzgando. A veces las personas me maldicen en Internet, y los neonazis siempre intentan contactarme. En última instancia, el nombre Hoss está conectado con Auschwitz, donde millones de personas fueron asesinadas.

## Holocausto
Después de que sus padres se divorciaron, Rainer comenzó a buscar documentos históricos en los archivos alemanes para encontrar la verdadera historia de su abuelo. Trabajó junto con el Instituto de Historia Contemporánea (IFZ). Recibió los derechos sobre el archivo de su abuelo, después de una investigación en Mauthausen y Buchenwald. Participó en el documental Hitler's Children y se ha puesto en contacto con víctimas y sobrevivientes del Holocausto.
De los archivos familiares y el conocimiento personal, testifica sobre la vida que su abuelo tuvo en privado y explica a los jóvenes, a quienes visita en las escuelas, cómo ver esto en el contexto actual.
Durante su vida, realizó varias visitas a Auschwitz en persona, la primera vez en 2009. Durante las visitas, habla con los visitantes y responde las preguntas de las personas. Él ha declarado que mataría a su propio abuelo si tuviera la oportunidad de conocerlo.
Escribió La herencia del Kommandant: sobre ser parte de una familia terrible (en alemán: Das Erbe des Kommandanten / Berlín: Belleville, 2013).

## Reacciones
El periodista israelí Eldad Beck considera que la participación de Rainer Hoss en los asuntos del Holocausto está "motivada por el oportunismo puro". Beck, quien entrevistó a Hoss para el documental Hitler's Children, ha declarado que Hoss "continúa tratando de comerciar con las pertenencias de su familia que datan del Holocausto".

## Libros
- L'Héritage du commandant : le petit-fils du commandant d'Auschwitz raconte, París, Notas de Nuit éditions, 2016.